# 동아보건대학교
동아보건대학교(東亞保健大學校, Donga University of Health)는 전라남도 영암군에 위치한 대한민국의 사립 전문대학이다.

## 연혁
1993년 11월 18일, 학교법인 봉석학원에 의하여 동아전문대학이 설립되었다. 이듬해 3월 11일 개교하였다. 1998년 7월 10일 동아인재대학으로 교명을 변경한다. 2016년 3월 1일부터 현재의 동아보건대학교 교명으로 변경하였다. 2022년, 교육부 고등직업교육거점지구(HiVE) 사업 등에 선정되며 발전하고 있다.
한편, 2015년 교육부 등으로부터 대학구조개혁평가 결과 E등급을 맞은 이력이 있다. 2017년 이 등급으로 인한 재정지원제한 조치가 일부 해제되었다. 2018년 실시된 대학기본역량진단 결과 역량강화대학으로 선정되었다.

## 교육편제
동아보건대학교는 인지장애복지학부 등 1개 학부 아래 1개 전공을 두고 있다. 다만, 유아교육과, 치기공과, 응급구조과 등 7개 학과는 학부 설정 없이 독립 학과로 편제되어 있다.

## 같이 보기
- 대한민국의 교육